# Trzęsienie ziemi na Jawie (2009)
Trzęsienie ziemi na Jawie – trzęsienie ziemi, które nawiedziło prowincję Jawa Zachodnia w Indonezji. Wystąpiło dnia 2 września 2009 roku i osiągnęło siłę 7 stopni w skali Richtera. W wyniku trzęsienia zginęło 79 osób, 1250 zostało rannych, a 210 tys. osób zostało wysiedlonych (140 tys. osób z  miasta Tasikmalaya). 
Około 87 tys. budowli zostało uszkodzonych. Największe zniszczenia wystąpiły w miastach położonych najbliżej epicentrum w Bandung oraz Tasikmalaya. Trzęsienie było również odczuwalne w stolicy kraju Dżakarcie. W wyniku osunięć ziemi zginęło 37 mieszkańców (w tym 13 dzieci) Cikangkareng, a 11 domów zostało zasypanych w Cianjur.